# Jacqueline Babbin
Jacqueline Babbin (* 26. Juli 1926 in Manhattan, New York; † 6. Oktober 2001 in Kent, Connecticut) war eine US-amerikanische Produzentin und Schriftstellerin.

## Leben
Babbin wuchs in Manhattan auf und besuchte dort ab 1937 auch die High School. 1941 konnte sie auf das Smith College (Northampton) wechseln. Zwei Jahre später beendete Babbin das College und kam in ihre Heimatstadt zurück.
Noch im selben Jahr wurde sie von der Literaturagentin Audrey Wood (1905–1985) engagiert und begann für deren „Liebling-Wood Inc.“ im Comcast Building (Rockefeller Center) zu arbeiten. Dort machte sie auch die Bekanntschaft der Theaterproduzentin Irene Gladys Selznick (1907–1990), die sie bereits nach kurzer Zeit abwarb. Mit deren Verbindungen konnte Babbin 1945 nach Kriegsende nach Hollywood gehen.
Dort lernte Babbin bald schon Alan Shayne kennen, einen Manager bei Warner Bros., und heiratete ihn 1947. Die Ehe stand unter keinem guten Stern und wurde 1955 wieder geschieden. Nach einigen kleinen Jobs wurde Babbin 1954 von David Susskind (1920–1987) für dessen „Talent Associates“  als Story Editor engagiert. Hier begann auch die Zusammenarbeit mit Audrey Gellen (1936–1975). Mit Hilfe von Gellens späterem Ehemann Peter Maas (1929–2001) konnte Babbin in dieser Zeit auch einige kleine Aufsätze in Zeitungen bzw. Zeitschriften veröffentlichen. 1961 schufen Susskind und Babbin die TV-Serie „Way Out“, die auf mehreren Geschichten von Roald Dahl basierte.
Zwischen 1979 und 1982 holte man Babbin in den Vorstand von ABC Entertainment (American Broadcasting Company) und Ende 1982 holte sie die Produzentin Agnes Nixon in gleicher Funktion zu ABC Daytime. Dort arbeitete Babbin vor allem als Executive Producer für die Seifenoper „All My Children“. 1986 nahm sie ein Sabbatical: Sie unternahm einige Reisen und begann Kriminalromane zu schreiben. 1990 kehrte Babbin zurück und half neben anderen mit, die Serie (ebenfalls eine Seifenoper) „Loving“ zu produzieren.
Ende der 90er Jahre erkrankte Babbin an Krebs und starb am 6. Oktober 2001 in Kent (Connecticut).

## Werke (Auswahl)
Drehbücher
- Unsere kleine Stadt (frei nach Thornton Wilder)
- Mein Freund Harvey (nach Mary Chase)
- Billy Budd (frei nach Herman Melville)

Kriminalromane
- Bloody Networks. International Polygonics, New York 1987.
- Bloody Special. International Polygonics, New York 1988 (EA 1972 unter dem Titel Prime Time Corpse)
  - Deutsch: Tod zur besten Sendezeit. Goldmann, München 1974 (übersetzt von Fried Holm)
- Bloody Soaps. A tale of love and death in the afternoon. International Polygonics, New York 1989.